# Мухитдинов, Равшан Абдулатифович
Равшан Абдулатифович Мухиддинов — бывший министр юстиции Республики Узбекистан (2007—2011 гг.), бывший государственный советник президента (в 2011 г.).

## Биография
Родился в городе Ташкенте в рабочей семье.
Имеет высшее образование, юрист. В 1985 году окончил юридический факультет Ташкентского государственного университета, в 1997 году окончил Академию государственного и общественного строительства при Президенте Республики Узбекистан.
Трудовую деятельность начал в 1985 году стажером Чиланзарской районной прокуратуры города Ташкента.
В 1986—1992 годах следователь, прокурор, старший прокурор следственного отдела Ташкентской городской прокуратуры.
В 1992—1995 годах заместитель прокурора Сабир Рахимовского района города Ташкента.
В 1995 году заместитель прокурора города Ташкента.
В 1995—1997 годах прокурор контрольно-аналитического отдела Генеральной прокуратуры Республики Узбекистан.
В 1997—1998 годах был заместителем начальника Следственного управления при Генеральной прокуратуре Республики Узбекистан.
В 1998—2000 годах — ответственный сотрудник Аппарата Президента Республики Узбекистан.
Прокурор Джизакской области в 2000—2005 гг.
В 2005—2006 годах был ответственным сотрудником Аппарата Президента Республики Узбекистан.
Заместитель Генерального прокурора Республики Узбекистан в 2006—2007 гг.
Министр юстиции Республики Узбекистан в 2007—2011 гг.
В 2011 году — Государственный советник Президента Республики Узбекистан по координации деятельности правоохранительных и контрольных структур.
В 2011 году — исполняющий обязанности прокурора города Ташкента.
Арестован 20 ноября 2011 года. 16 февраля 2012 года Сергелийский районный суд Ташкента признал Равшана Мухиддинова виновным в совершении ряда тяжких преступлений в сфере экономики, в том числе преступлений, связанных с коррупцией, и приговорил его к 15 годам лишения свободы.
В декабре 2017 года досрочно амнистирован.
8 мая 2018 года полностю реабилитирован по решению Ташкентского городского суда по уголовным делам. С тех пор работает юристом в одном из частных фирм города Ташкента.
В 2004 году награжден медалью «Шухрат» (Слава).